# Engeland (Drenthe)
Engeland is een buurtschap in de gemeente De Wolden, provincie Drenthe (Nederland). De buurtschap is gelegen ten noordoosten van Ruinen. De naam Engeland verwijst naar weiland of grasland. De molen "De Zaandplatte" is een markant gebouw in de buurtschap.
Op oude Franse topografische kaarten uit de Franse tijd in Nederland wordt de buurtschap Engellant genoemd. Op topografische kaarten die daarna verschijnen wordt de naam Engeland genoemd.

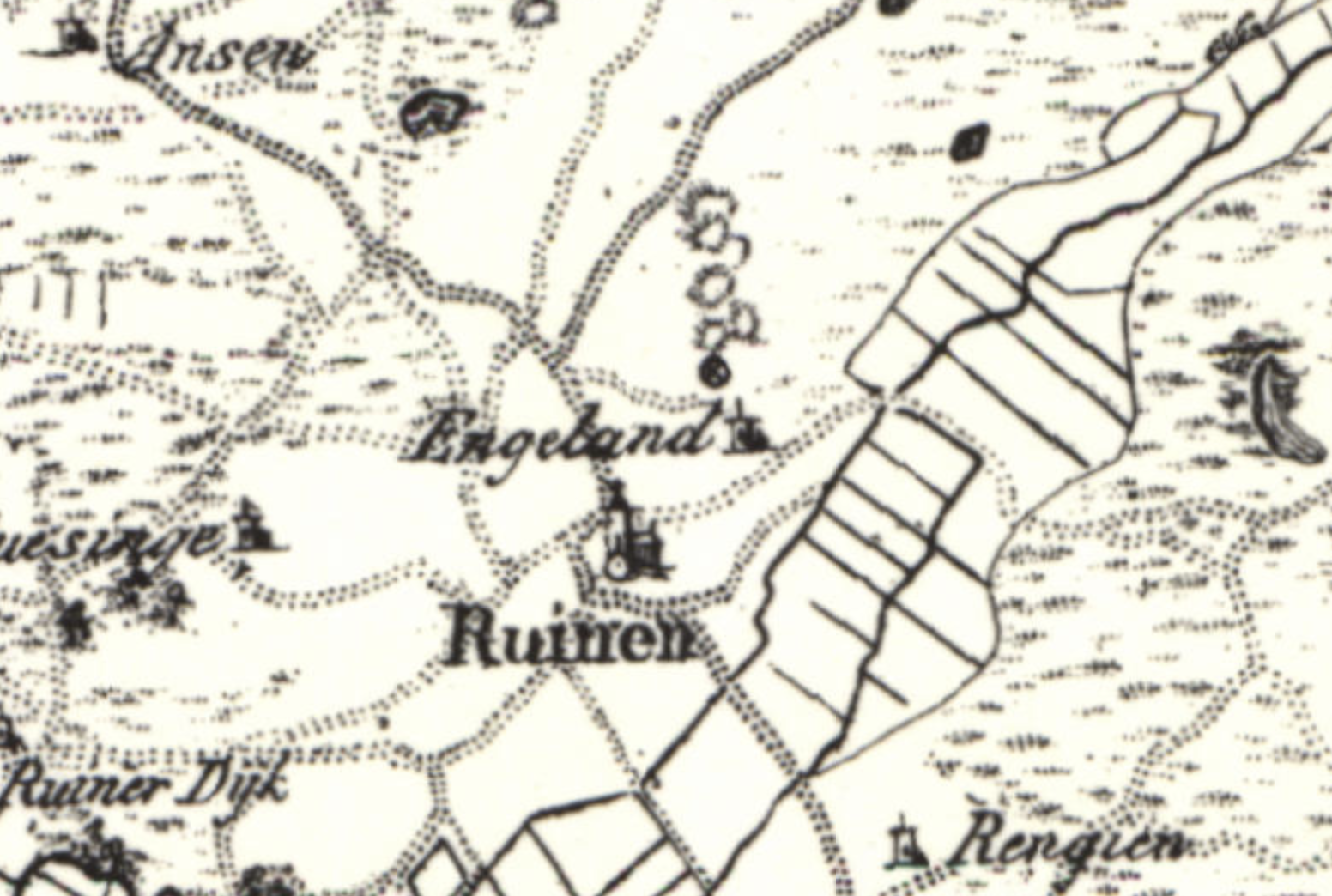
Engeland op een topografische kaart (omstreeks 1820)

Dorpen en Buurtschappen: Alteveer · Ansen (deels) · Berghuizen · Drogteropslagen · Echten · Eursinge · Fort · Haakswold · Hees · Kerkenveld · Koekange · Koekangerveld · Linde · Oldenhave · Oosteinde · Ruinen · Ruinerweide · Ruinerwold · Veeningen · Weerwille · de Wijk · Zuidwolde

Overige kernen: Anholt · Armweide · Bazuin · Benderse (deels) · Blijdenstein · Bloemberg · Braamberg (deels) · Buitenhuizen · Bultinge · Dickninge · Dijkhuizen · Drogt · Dunningen · Eemten · Engeland · Gijsselte · Haalweide · Hoge Linthorst · Kraloo (deels) · Kraloo · Leeuwte · Lubbinge · Lunssloten · Middelveen · Nolde · Noordwijk · Oosterwijk · Oshaar · Oud Veeningen · Paardelanden · Pieperij · Rheebruggen · Schottershuizen · Schrapveen · De Stapel · Steenbergen · Struikberg · De Stuw · Ten Arlo · De Tippe · Vuile Riete · Wemmenhove · Witteveen (deels) 

Drenthe: Steden en dorpen      Nederland: Provincies · Gemeenten